# 石雄
石 雄（せき ゆう、生没年不詳）は、唐代の軍人。本貫は徐州。

## 経歴
若くして徐州の牙校となった。大和元年（827年）、王智興が李同捷を討つと、石雄は右廂捉生兵馬使となった。王智興が棣州の奪回に向かうと、石雄は先鋒として渡河し、敵陣を陥した。徐州の軍中では王智興が暴虐なため、王智興を追放して石雄を擁立しようとする動きがあった。王智興は石雄の功績を推薦して一州の刺史とするよう請願した。石雄は長安に召還され、壁州刺史に任じられた。ほどなく王智興は石雄と仲の良かった将士100人あまりを殺し、石雄が軍心を動揺させたとして、処刑するよう求めた。文宗は石雄の才能を惜しんで、白州に配流した。
大和末年、河西の党項羌が反乱を起こすと、石雄は召還されて、振武軍節度使の劉沔の下で裨将となり、党項羌を破る功績を立てた。
会昌3年（843年）、回鶻の烏介可汗が雲州・朔州の北辺を略奪し、塩州に牙帳を置いた。劉沔が太原府の軍を雲州に駐屯させると、石雄は天徳軍副使とされ、朔州刺史を兼ね、劉沔を補佐して雲州に入った。劉沔が牙帳を急攻して太和公主（憲宗の娘で、崇徳可汗の可敦）を奪回するよう命じると、石雄は沙陀の李国昌の3部落や契苾・拓跋の3000騎を率いて、夜闇に紛れて馬邑を出立し、烏介可汗の牙帳に攻め込んだ。烏介可汗が逃亡すると、石雄は精鋭の騎兵を率いて殺胡山まで追撃し、1万人を斬首し、5000人を生け捕りにした。太和公主を迎えて太原府に凱旋した。功により検校左散騎常侍・豊州刺史・兼御史大夫・天徳軍使を加えられた。検校尚書左僕射・河中尹・河中晋絳節度使に累進した。
まもなく昭義軍節度使の劉従諫が死去し、その弟の子の劉稹が昭義軍の軍務を専断すると、唐の朝廷は問罪の師を発した。石雄は沢潞南面招討使の李彦佐の下で軍を率いて烏嶺を越え、反乱軍の5寨を破り、1000人ほどを捕斬した。劉稹の大将の郭誼がひそかに帰順したいと使者を送ってくると、軍中はその偽りを疑ったが、石雄は疑うべきではないと主張した。石雄は7000の兵を与えられ、潞州に駆けつけて郭誼を降伏させ、その仲間を全て捕らえた。反乱が鎮圧されると、石雄は検校司空を加えられた。石雄は王智興の子の王宰に憎まれ、李徳裕が宰相を退任すると、王宰の仲間に排斥されて、節度使を退任した。のちに右神武軍統軍となった。李徳裕が左遷されると、石雄は憂憤のうちに発病して死去した。

## 伝記資料
- 『旧唐書』巻161 列伝第111
- 『新唐書』巻171 列伝第96